# Troyon (Meuse)
Troyon é uma comuna francesa na região administrativa de Grande Leste, no departamento de Meuse. Estende-se por uma área de 13,07 km². Em 2010 a comuna tinha 253 habitantes (densidade: 19,4 hab./km²).